# Drools
Drools (ou JBoss Rules) est un logiciel informatique gérant les règles métier (SGRM) utilisant un raisonnement déductif se basant sur des prémisses définies par l'utilisateur, et basé sur l'algorithme de Rete. Drools suit la norme JSR-94.
C'est un logiciel libre distribué par Red Hat selon les termes de la licence Apache.